# Uenoa laga
Uenoa laga är en nattsländeart som först beskrevs av Martin E. Mosely 1939.  Uenoa laga ingår i släktet Uenoa och familjen Uenoidae. Inga underarter finns listade i Catalogue of Life.